# سارة عطار
سارة عامر عطار (27 أغسطس 1992) عداءة سعودية، تحمل الجنسية الأمريكية، مختصة في سباق 800 متر، هي أول رياضية سعودية تشارك في الألعاب الأولمبية، جنبا مع مواطنتها وجدان شهرخاني. ضمن الوفد السعودي. وُلدت وترعرعت سارة في ولاية كاليفورنيا الأمريكية، وتخرجت من ثانوية إسكونديدو في عام 2010. والتحقت بجامعة بيبردين لدراسة الأدب. مارست ألعاب القوى خلال دراستها الثانوية، فكان أفضل نتائجها خلال تلك الفترة على النحو التالي: دقيقتان وأربعون ثانية في سباق الـ800 متر، و5 دقائق و50 ثانية في سباق الـ1600 متر، و12 دقيقة و20 ثانية في سباق الـ3200 متر. في عامها الثاني، شاركت في أولى سباقات الموسم، 5 كيلومترات خلال 20 دقيقة و26 ثانية في سباق سانتا كارلو برانكو، 6 كيلومترات خلال 25 دقيقة وثانيتين في بطولات مؤتمر الساحل الغربي. في 8 أغسطس 2012 أجريت تصفيات 800 متر وخرجت سارة عطار من الدور الأول بعد أن حلت ثامنة في المجموعة السادسة بتوقيت 95ر44ر2 د.
عاشت سارة حياتها كلها في الولايات المتحدة الأمريكية ولكنها مزدوجة الجنسية فهي تحمل الجنسيتين الأمريكية والسعودية من خلال والدها الذي ولد في المملكة العربية السعودية.

تمت دعوتها للمشاركة في دورة الألعاب الاولمبية بالرغم من عدم حضورها لمواعيد التصفيات للتأهل للاولمبياد وكان ذلك بقرار من اللجنة الاولمبية الدولية.

## حياتها المبكرة والتعليم
ولدت سارة في مدينة اسكنديدو بكاليفلانيا بالقرب من سان دييجو.

والدتها، جودي، مواطنة أمريكية من ولاية كاليفورنيا ووالدها عامر، هو مواطن سعودي وذهب إلى الجامعة في الولايات المتحدة الأمريكية وتزوج من والدتها في 1984.

فهي مزدوجة الجنسية حاملة الجنسية الأمريكية والسعودية لأن والدها ولد بالمملكة العربية السعودية. 
تخرجت سارة من ثانوية إسكنديدو بمدينة اسكنديدو في 2010،  ونافست للمدرسة في مسابقة اختراق الضاحية.
ثم ارتادت جامعة Pepperdine وهي جامعة مسيحية في مقاطعة لوس انجلوس بكاليفورنيا بالقرب من ماليبو حيث حصلت علي بكالوريوس الفنون في فنون الاستوديو وحصلت علي منحة Rex Hamilton الدراسية في الفن.

اختيرت سارة كواحدة من اثنين رياضيين من جامعة Pepperdine للمنافسة في دورة الألعاب الاولمبية الصسفية لعام 2012 مع روكسان ديكر والتي كانت مع فريق جنوب أفريقيا.
شاركت في لقائان لكلية Pepperdine في مارس 2012 وانهت السباق محتلة المركز الثاني عشر في سباق ال1500 متر عدو ب 5:30.51 واحتلت المركز التاسع والعشرين في سباق ال 3000 متر عدو في Spring Break ب 11:37.41.
بعد تخرجها من Pepperdine في 2014 وأصبحت مصورة مناظر طبيعية.

انتقلت في 2015 الي Mammoth Lakes بكاليفورنيا، لتتدرب بدوام كامل مع العدائين من ضمنهم اللاعبة الاولمبية Deena Kastor المتزوجة من مدربها Andrew Kastor.

عاشت طيلة حياتها في الولايات المتحدة الأمريكية وبالرغم من عدم تحدثها للغة العربية إلا انها تسافر كل سنة إلى المملكة العربية السعودية لزيارة أقاربها.

## ممثلة للمملكة العربية السعودية
أطلق علي سارة لقب واحدة من أول اثنين من اللاعبين من الإناث للمنافسة كممثلي المملكة العربية السعودية في دورة الألعاب الاولمبية الصيفية في 2012 وكانت لاعبة الجودو وجدان شاهرخاني هي اللاعبة الثانية.
قبل يونيو 2012, قامت اللجنة الاولمبية السعودية بحظر مشاركة نساء المملكة في دورات الألعاب الاولمبية ولكن اللجنة الاولمبية الدولية هددت بمنع المملكة العربية السعودية من المشاركة في دورة الألعاب الاولمبية الا إذا سمحت السعودية لللاعبات السعوديات بالمنافسة.

وقررت اللجنة الاولمبية الدولية عدم ضرورة خضوع المتسابقات السعوديات للمعايير الاوليمبية القياسية.
و كان من المتوقع من قبل المملكة العربية السعودية لها ان ترتدي ملابس رياضية للعدو تتناسب مع الشريعة الاسلامية. 
كانت صورها وهي مرتدية زييها المعتاد وهو tank topو shorts وبدون غطاء علي الرأس قد تم حذفها من علي شبكة الإنترنت بما فيها صورها في مسار الجامعة وموقع Cross Country .

قامت بوضع الحجاب هي ووالدتها كغطاء للرأس والرقبة مرتدية ملابس بأكمام طويلة وبنطال طويل  لكي تتمكن من المنافسة.تعيش سارة وتتدرب في الولايات المتحدة الأمريكية بدون ارتداء حجاب أو عبائة.
قالت سارة:"نأمل ان يحدث هذا الامر فرقا كبير"  ولكن علي الاحمد، الطالب السعودي الذي قام بنشر دراسات حول الرياضات النسائية في المملكة، أرتأي "ان وجود اللاعبات السعوديات في دورة الألعاب الاولمبية لعام 2012 جعل الامور اسوء لانة سمح للمملكة العربية السعودية بالهروب من النقد.

## دورة الألعاب الأولمبية 2012
شاركت سارة في سباق ال 800 متر عدو للنساء دون حضور التصفيات الاولمبية.

شاركت سارة في هذا السباق مرة واحدة فقط عندما كانت طالبة في الصف الثانوي ولم تشارك فيه منذ دخولها الجامعة.
 صرحت سارة:«ان سباق ال 800 متر عدو يعتبر خيارا جيدا لأن لولاه لما كنت سأتمكن من المشاركة في سباق ال 5000 متر عدوا» 
كانت سارة من ضمن القائمة السادسة لسباق ال 800 متر عدو للنساء من ضمن القوائم المؤهلة في الثامن من أغسطس 2012 محتلة المركز الأخير بوقت 2:44.95 بفارق كبير عن قائمة الفائزة يانث يبكوسجي بوقت 2:01,04.
Olympic TV coverage of her finish

## دورة الألعاب الاولمبية 2016
نافست سارة لصالح المملكة العربية السعودية في دورة الألعاب الاولمبية لعام 2016 في رياضة الماراثون. وللمرة الثانية احتفظت بميزة الدخول السريع وهو بعدم الاشتراك في التصفيات الاولمبية القياسية 
كان أفضل ماراثون لها بوقت 3:11:27 في ماراثون شيكاغو 2015 متأخرة بفارق 26 دقيقة عن توقيت التأهل للاولمبياد.

لم يذكر موقع اللجنة الاولمبية السعودية اسمها أو اسم وجدان كأثنتين من ممثلات المملكة.
قامت بالعدو مرتدية الملابس ذات الاكمام الطويلة والبنطال الطويل كما فعلت في 2012 ولكن هذة المرة ارتدت قبعة بدلا عن الحجاب.

نافست في الماراثون محتلة المركز ال132 من بين 133 عدائة وأنهت بوقت 3:16:11 متأخرة بفارق 52 دقيقة عن الفائزة الكينية Jemima Sumgong.

## برعاية
تقوم شركة Oiselle برعاية سارة وهي شركة ملابس عدو أمريكية تقوم بدعم وتشجيع اللاعبات وكان ذلك اعتبارا من أبريل 2015.

## وصلات خارجية
Sarah Attar, The Onion, July 27, 2012, Volume 48, Issue 31 (satirical
- سارة عطار على موقع الاتحاد الدولي لألعاب القوى (الإنجليزية)
- سارة عطار على موقع اللجنة الأولمبية الدولية (الإنجليزية)
- سارة عطار على موقع أوليمبيديا (الإنجليزية)
- سيرة سارة عطار - أولمبياد لندن 2012